# Philosepedon leonhardti
Philosepedon leonhardti är en tvåvingeart som beskrevs av Vaillant 1968. Philosepedon leonhardti ingår i släktet Philosepedon och familjen fjärilsmyggor.
Artens utbredningsområde är Tennessee. Inga underarter finns listade i Catalogue of Life.